# Mosquito and Coal Creek Logging Railroad
| Streckenlänge: | 16 km                     |                              |                              |
| Spurweite: | 914 mm (engl. 3-Fuß-Spur) |                              |                              |
| Maximale Neigung: | 50 ‰                      |                              |                              |
| |                           |                              |                              |
| \| \| 16 \| Ende der Hauptstrecke (1904) \| Ende der Hauptstrecke (1904) \| \| \| \| Ende der Zweigstrecke (1904) \| \| \| \| \| \| \| \| \| \| Eufaula Heights \| \| \| \| \| \| \| \| \| 0 \| Coal Creek Slough \| Coal Creek Slough \| \| \| \| Columbia River nach Astoria[1] \| \| |                           |                              |                              |
| | 16                        | Ende der Hauptstrecke (1904) | Ende der Hauptstrecke (1904) |
| Strecke (außer Betrieb) |                           | Ende der Zweigstrecke (1904) | Ende der Zweigstrecke (1904) |
| Strecke nach links (außer Betrieb) · Abzweig geradeaus und von rechts (Strecke außer Betrieb) |                           |                              |                              |
| Bahnhof (Strecke außer Betrieb) |                           | Eufaula Heights              | Eufaula Heights              |
| Strecke (außer Betrieb) |                           |                              |                              |
| Kopfbahnhof Streckenende (Strecke außer Betrieb) | 0                         | Coal Creek Slough            | Coal Creek Slough            |
| |                           | Columbia River nach Astoria  |                              |

Die Mosquito and Coal Creek Logging Railroad war eine 16 Kilometer lange private Schmalspur-Waldeisenbahn bei Eufaula im Cowlitz County im Bundesstaat Washington der Vereinigten Staaten.

## Geschichte

### Bau
Die Trassierung für den Streckenbau mit einer maximalen Steigung von 50 ‰ begann am 2. Januar 1883. Die ersten Stahlschienen mit einem Metergewicht von 17,5 kg (56 lbs/yd) wurden noch im selben Jahr verlegt. Der erste Zug fuhr am 13. Oktober 1883.

### Betrieb
B.F. Brock betrieb seine Schmalspur-Waldbahn im Coal Creek bei Eufaula von 1883 bis 30. Juni 1904, als sie in der Eastern & Western Lumber Company aufging. Sie führte von einem Holzfällercamp auf den Eufaula Heights bergab ins Tal des Columbia River nach Coal Creek Slough, wo die Baumstämme ins Wasser gerollt wurden und als Ozean-taugliche, Zigarren-förmige Flöße zur Vermarktung in die Küstenstädte Kaliforniens geschleppt wurden. 1896 hatte die Strecke eine Länge von 5 km, im Jahr 1901 waren es bereits 13 km und schließlich 1903 sogar 16 km.

### Übernahme
Die Firma wurde am 1. Juli 1904 in Eastern & Western Lumber Company umbenannt. Sie verpachtete die Waldbahn an die von ihr unabhängige Eufaula Company. Das Netzwerk wurde bis 30. Juni 1910 auf 19 km und bis 1923 auf 24 km ausgedehnt. Zwischenzeitlich wurde der Mosquito Creek in Harmony Creek umbenannt.

### Stilllegung
Die Eastern & Western Lumber Company wurde 1926 aufgelöst.

## Schienenfahrzeuge
Die Dampflok Ant (Ameise) war eine im September 1871 bei den Fulton Iron Works hergestellte zweiachsige Dampflok der Achsfolge 0-4-0T. Sie hatte einen Hubraum von 6 × 12 Zoll (150 × 300 mm) und ein Gewicht von 7 t. Sie wurde ab Februar 1878 zuerst als Nr. 5 der Seattle & Walla Walla Railroad eingesetzt und dann ab November 1880 als erste Nr. 5 der Columbia and Puget Sound Railroad. Sie wurde im Mai 1883 an Ordway & Weidler in Oak Point (Washington) verkauft, bevor sie im Oktober 1883 zu einem Preis von 2000 $ von B. F. Brock für die Mosquito & Coal Creek Railroad erworben wurde. Sie wurde 1890 außer Betrieb genommen und ab 1993 von W. H. Williamson in Stella ausgestellt. Sie wurde 1923 von der Long-Bell Lbr. Co. in Longview erworben und von ihm 1924 der Longview, Portland and Northern Railway vermacht, bevor sie nach Longview kam, wo sie ausgestellt und bei Paraden gezeigt wurde. Dort wurde sie gestohlen und schließlich 1937 verschrottet.
Die zweite Lokomotive war eine größere, dreiachsige Dampflokomotive der Achsfolge 0-6-0ST, die 1890 von den Baldwin Locomotive Works mit einem Gewicht von 12,8 t (28,000 lbs) hergestellt wurde.

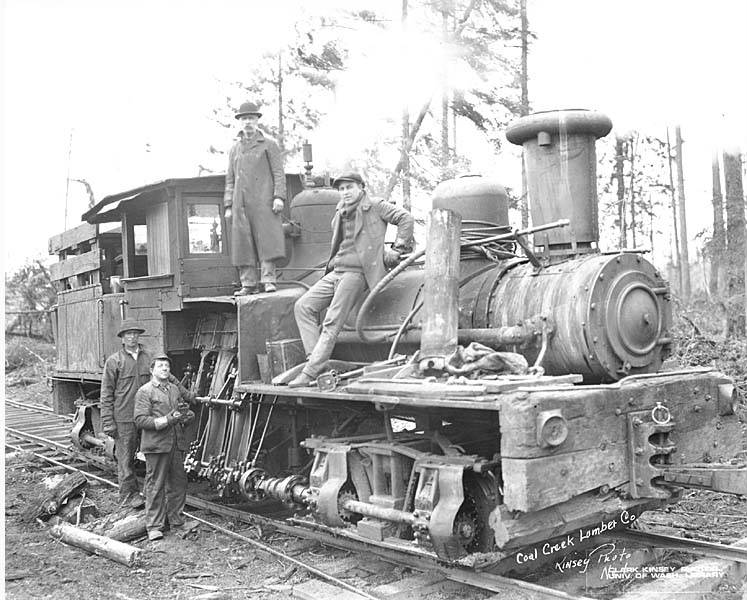
Shay-Getriebelokomotive mit zwei Drehgestellen, um 1921

Im Jahr 1901 beschaffte die B. F. Brock Logging Company eine neue Shay-Getriebelokomotive mit zwei Drehgestellen und der Werksnummer 272 von 1901. Sie hatte ein Gewicht von 60 t und Treibradsätze mit einem Durchmesser von 740 mm (29 Zoll). Weitere Lokomotiven wurden nach der Übernahme beschafft.
Am 30. Juni 1910 hatte die Eastern & Western Lumber Company einen Wagenpark von drei Getriebelokomotiven, zwei konventionell gekuppelten Lokomotiven, 40 Langholz-Drehgestellen und neun Flachwagen.